# Lionel Larry
Lionel Larry, född den 14 september 1986, är en amerikansk friidrottare som tävlar i kortdistanslöpning.
Larry deltog vid VM 2009 i Berlin. Han tävlade på 400 meter och slutade på sjätte plats i sin semifinal på tiden 45,85. Emellertid räckte inte placeringen till att få springa i finalen. Vid samma mästerskap sprang han tillsammans med Kerron Clement, Bershawn Jackson och Angelo Taylor i försöken på 4 x 400 meter. Inför finalen bytes han och Jackson ut mot Jeremy Wariner och LaShawn Merritt. I finalen vann laget guld på tiden 2.57,86.

## Personliga rekord
- 400 meter - 44,63 från 2008